# Melitaea lunulata
Melitaea lunulata är en fjärilsart som beskrevs av Otto Staudinger 1901. Melitaea lunulata ingår i släktet Melitaea och familjen praktfjärilar. Inga underarter finns listade i Catalogue of Life.